# Gerardo González de Vega

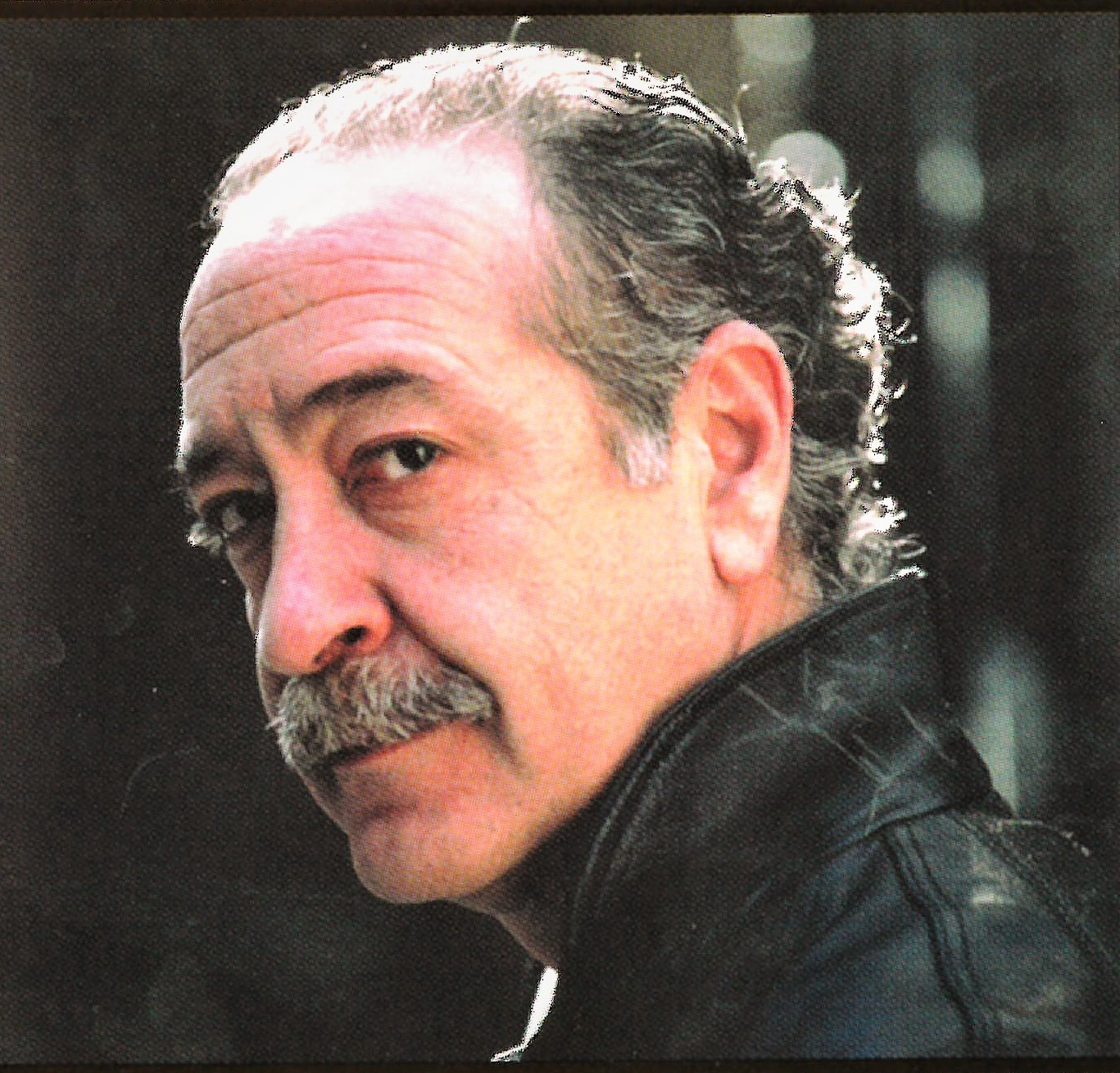
Gerardo González de Vega

Gerardo González de Vega (geb. 3. Oktober 1952 in Palencia) ist ein spanischer Schriftsteller und Journalist.

## Leben und Schaffen
Gerardo González de Vega wurde 1952 in Palencia geboren. Er studierte Informationswissenschaften an der Autonomen Universität von Barcelona und ging später – vielgereist – verschiedenen Berufen nach.
Er arbeitete für Medien wie Agencia EFE sowohl in Barcelona als auch als Korrespondent unter anderem in Ländern wie Paraguay, Kuba und Uruguay, bevor er sich dauerhaft in Galicien niederließ.
Als Herausgeber verschiedener Anthologien eröffnete er frische Einblicke in verschiedene Gattungen der älteren spanischen Literatur und Aspekte der spanisch-portugiesischen Seefahrtsgeschichte. Er veröffentlichte beispielsweise verschiedene Bücher und Geschichten über die spanische Piraterie.
Sein erstes Buch, Mar brava (Raue See), mit dem Untertitel Geschichten von spanischen Korsaren, Piraten und Sklavenhändlern (1999) besteht aus einer Sammlung von Biographien auf eigene Rechnung fahrender Seeleute (Erasmus von Rotterdam paraphrasierend heißt ein Kapitel: "elogio de la aventura" / "Lob des Abenteuers"), vom Ritter Pero Niño zu Beginn des 15. Jahrhunderts bis zu Pedro Blanco Fernández de Trava, dem letzten und einem der größten europäischen Sklavenhändler in der Mitte des 19. Jahrhunderts.
Seine Nachforschungen zum Thema weitete er auf das portugiesische Reich aus und später erschien, daran anknüpfend, sein Las riendas de la Fortuna / Die Zügel des Schicksals (2013), ein Sammelband mit 63 Berichten über lusitanische Überseeabenteuer von Erzählern wie dem Historiker João de Barros, dem Reisenden Fernão Mendes Pinto oder Kompilatoren des Themas in spanischer Sprache wie dem Arzt Cristóbal Acosta.
Eine Anthologie zu den Ritterbüchern, den Libros de caballerías, ist Doncellas y dragones : antología de cuentos de los libros de caballerías (Jungfrauen und Drachen. Anthologie von Erzählungen aus den Ritterbüchern, 2017), die in der Reihe Libros de los malos tiempos im Verlag Miraguano, D.L. in Madrid erschien. Sie erstreckt sich von der ersten weiblichen Romanautorin des Westens, Beatriz Bernal, über einige bekannte Literaten wie dem Chronisten Oviedo – dem ersten Europäer, der einen Roman im neu entdeckten Amerika schrieb –, über den Humanisten Antonio de Torquemada oder den unbeschreiblichen Feliciano de Silva, enthält aber auch eine große Anzahl namentlich genannter oder anonymer „letrados, capitanes, rentistas, funcionarios y hasta un curandero morisco“, die von ihrer Leseleidenschaft und ihren Illusionen zu eigenen Rittergeschichten inspiriert wurden.

## Publikationen
- Mar brava. Historias de corsarios, piratas y negreros españoles (Barcelona, 1999), Ediciones B; (Madrid 2013), Miraguano Ediciones. ISBN 978-84-7813-410-6
- Por donde el viento nos lleve. Antología de relatos españoles de piratas (Barcelona, 2002), Ediciones B. ISBN 978-84-663-1072-7
- La espada olvidada: antología de relatos de aventuras de los Siglos de Oro (Barcelona, 2005), Ediciones B. ISBN 978-84-666-2031-4
- Las riendas de la Fortuna. Antología de historias portuguesas de aventuras ultramarinas (Madrid 2013), Miraguano Ediciones. ISBN 978-84-7813-400-7
- El Demonio Meridiano. Cuentos fantásticos y de terror en la España del Antiguo Régimen (Madrid 2015), Miraguano Ediciones. ISBN 978-84-7813-432-8
- Doncellas y Dragones. Antología de cuentos de los libros de caballerías (Madrid, 2017), Miraguano Ediciones, ISBN 978-84-7813-457-1
- Los siete mares. Antología de relatos de naufragios, motines y abordajes de las crónicas españolas (Madrid, 2019), Miraguano Ediciones. ISBN 978-84-7813-486-1

### Andere
- Edición y estudio de la Relación de la vida del capitán Domingo de Toral y Valdés (Madrid, 2016), Miraguano Ediciones. ISBN 978-84-7813-445-8